# Trzydnik Duży (gmina)
Pour les articles homonymes, voir Trzydnik Duży.
Trzydnik Duży est une gmina rurale (gmina wiejska) de la powiat de Kraśnik, dans la Voïvodie de Lublin, dans l'est de la Pologne.
Son siège administratif (chef-lieu) est le village de Trzydnik Duży, qui se situe environ 9 kilomètres au sud-ouest de Kraśnik (siège du powiat) et 53 kilomètres au sud-ouest de la capitale régionale Lublin (capitale de la voïvodie).
La gmina couvre une superficie de 104,73 km2 pour une population de 6 947 habitants en 2006.

## Histoire
De 1975 à 1998, la gmina est attachée administrativement à l'ancienne voïvodie de Lublin.

Depuis 1999, elle fait partie de la nouvelle voïvodie de Lublin.

## Géographie

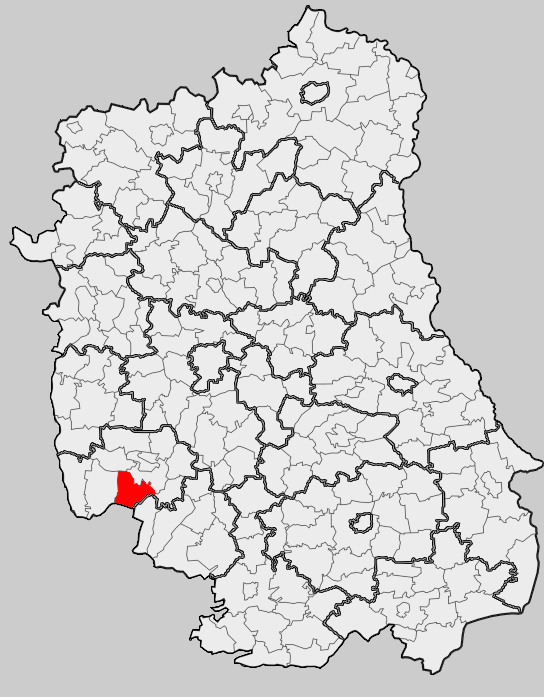
Position de la gmina dans la voïvodie

La gmina inclut les villages de:
- Agatówka
- Budki
- Dąbrowa
- Dębowiec
- Liśnik Mały
- Łychów Gościeradowski
- Łychów Szlachecki
- Olbięcin
- Owczarnia
- Rzeczyca Księża
- Rzeczyca Ziemiańska
- Rzeczyca Ziemiańska-Kolonia
- Trzydnik Duży
- Trzydnik Duży-Kolonia
- Trzydnik Mały
- Węglin
- Węglinek
- Wola Trzydnicka
- Wólka Olbięcka
- Zielonka

### Gminy voisines
La gmina de Trzydnik Duży est voisine des gminy suivantes :
- Dzierzkowice
- Gościeradów
- Kraśnik
- Potok Wielki
- Szastarka
- Zaklików

## Structure du terrain
D'après les données de 2002, la superficie de la commune de Trzydnik Duży est de 104,73 kilomètres carrés, répartis comme telle :
- terres agricoles : 87 %
- forêts : 7 %

La commune représente 10,42 % de la superficie du powiat.

## Démographie
Données du 30 juin 2004:
| Description        | Total  | Total | Femmes | Femmes | Hommes | Hommes |
| ------------------ | ------ | ----- | ------ | ------ | ------ | ------ |
| Unité              | Nombre | %     | Nombre | %      | Nombre | %      |
| Population         | 7 041  | 100   | 3 451  | 49     | 3 590  | 51     |
| Densité (hab./km²) | 67,2   | 67,2  | 32,9   | 32,9   | 34,3   | 34,3   |